# CERN
Evropska organizacija za nuklearno istraživanje (engl. European Organization for Nuclear Research, fr. Organisation européenne pour la recherche nucléaire), poznatija po svom akronimu CERN (od fr. CERN, skrać. od Conseil européen pour la recherche nucléaire), je najveći centar za istraživanje elementarnih čestica, osnovan 1954. Nalazi se u okolini Ženeve. U članstvu CERN-a su 23 države, a sa 38 država CERN ima ugovore o suradnji. CERN je zvanični posmatrač Ujedinjenih nacija.
CERN se bavi fundamentalnim istraživanjima (bez izravnih tehnoloških ili komercijalnih ciljeva) na području fizike elementarnih čestica. CERN je najveća naučna laboratorija na svetu, koja ima najsloženije naučne merne instrumente i druge uređaje potrebne za istraživanja. Najvažniji instrumenti su akceleratori i detektori čestica. U akceleratorima se čestice ubrzavaju gotovo do brzine svetlosti i usmeravaju na sudare. Posmatranjem sudara pomoću detektora dobijaju se podaci o međudelovanju čestica. CERN je isto tako mesto rođenja World Wide Web.

## Ime i skraćenica
Akronim CERN je izveden iz francuskog naziva Conseil Européen pour la Recherche Nucléaire (Evropski savet za nuklearna istraživanja) za telo sastavljeno od predstavnika 11 evropskih zemalja sa zadatkom da izgrade labarotoriju za istraživanje elemetarnih čestica.
Po raspuštanju privremenog saveta (1954), organizacija je dobila trajno ime — Organisation Européenne pour la Recherche Nucléaire (Evropska organizacija za nuklearna istraživanja) pošto se zaposlenim nije previše svidela nova skraćenica OERN, odlučeno je da se zadrži stara CERN.
Među prvobitnim osnivačima 1954. godine je bila i Jugoslavija, kada je pri osnivanju u ime Jugoslavije stavio svoj potpis Pavle Savić, jedan od najznačajnijih srpskih fizičara. Ipak, Jugoslavija je napustila organizaciju 1961. godine. Srbija je 14. decembra 2018. postala punopravna članica CERN-a.

## Organizacija
CERN je 1954. godine osnovalo Evropsko veće za nuklearna istraživanja (Conseil Européen pour la Recherche Nucléaire – CERN), a nalazi se na francusko-švajcarskoj granici, zapadno od Ženeve. Članovi CERN-a su 23 države. Ukupni broj fizičara vezanih uz ovaj projekt je oko 10 000. U CERN-u je zaposleno oko 2 500 ljudi, a oko 800 naučnika iz 580 institucija koristi se njegovim kapacitetima za svoja istraživanja. CERN-om upravlja 20 zemalja članica Evropske unije. S dodatnih 38 zemalja CERN surađuje na temelju ugovora o saradnji. Budžet CERN-a u 2008. godini iznosio je oko 1,1 milijardu švajcarskih franaka. Evropska laboratorija za fiziku čestica ili CERN najveća je istraživačka laboratorija na svetu.

## Rad
Sistem akceleratora čestica u CERN-u povezan je tako da snopovi čestica prelaze iz jednog akceleratora u drugi, a svaki sledeći akcelerator ubrzava čestice do većih energija. Poslednji je i najveći akcelerator u nizu LHC. Čestice se ubrzavaju u vakuumiziranim cevima, a njihovim se kretanjem upravlja pomoću elektromagnetnih uređaja: dipolni magneti zakreću ih u kružnu putanju, kvadropolni magneti stišću snop čestica, a elektromagnetski rezonatori ubrzavaju čestice ili održavaju njihove energije na željenoj vrednosti. Mogu se ubrzavati protoni ili atomska jezgra olova. Atomi vodonika uzimaju se iz boca tečnog vodonika i jonizuju električnom strujom. Protoni se ubrzavaju u linearnom akceleratoru do 31,4% brzine svetlosti, odnosno do energije 50 MeV, potom se ubrzavaju u akceleratorima: PS Booster (akronim od engl. : protonsko-sinhrotronski pojačivač), PS (akronim od engl. : protonski sinhrotron), SPS (akronim od engl. Super Proton Synchrotron: super protonski sinhrotron) i na kraju u akceleratoru LHC, gde pojedinačne čestice postižu približno 99,999 999% brzine svetlosti, odnosno energiju od 7 TeV. Dobivanje jezgara olova koja se koriste za sudare složenije je od dobivanja protona. Olovne pare nastaju zagrevanjem vrlo čistog komada olova (izotop Pb-208) do temperature od približno 500 °C i jonizuju se pomoću struje elektrona. Tim postupkom pojedini atomi olova mogu izgubiti najviše 29 elektrona. Joni olova ubrzani do energije od 4,2 MeV/u (energije po nukleonu) dodatno se joniziraju prolaskom kroz ugljeničnu foliju, gde većinom gube po 54 elektrona. Dalje se ubrzavaju u akceleratorima LEIR (akronim od engl. Low Energy Ion Ring: niskoenergetski jonski prsten), PS i SPS. Nakon što postignu energiju od 5,9 GeV/u, prolaze kroz još jednu foliju i gube sve svoje elektrone. Kada postignu energiju od 177 GeV/u, prelaze u LHC i ubrzavaju se do energije od 2,76 TeV/u.
U detektorima se prebrojavaju sudari, prepoznaju nastale čestice i određuju im se prostorni položaji, električni naboj, brzina, masa i energija. Detektori se sastoje od velikog broja slojeva uređaja za praćenje tragova čestica nastalih jonizovanjem medija i od slojeva elektromagnetnih i hadronskih kalorimetara. Svaki sloj meri određena svojstva pojedinih vrsta čestica. Ako se uređaj za praćenje tragova nalazi u magnetnom polju, česticama koje imaju električni naboj može se meriti zakrivljenost putanje i da im se tako odredi električni naboj i količina kretanja, na primer čestice pozitivnog električnog naboja zakriviće svoje putanje na jednu, a čestice negativnog električnog naboja na drugu stranu, čestice velike količine kretanja neznatno će zakrenuti svoje putanje, a čestice male količine kretanja kretaće se u uskim spiralama. U uređajima za praćenje tragova ne vide se električno neutralne čestice, na primer fotoni i neutroni. Kalorimetri mere energiju čestica tako što ih zaustavljaju. Izgrađeni su od različitih materijala, zavisno od vrste čestica kojoj su namenjeni, a glavni su instrument za prepoznavanje električno neutralnih čestica. Mioni i neutrini ne mogu biti detektovani u kalorimetrima. Mioni su jedine električno nabijene čestice koje mogu preći nekoliko metara kroz gustu materiju pa se mionske komore nalaze u spoljašnjim slojevima detektora. Oko najvećeg akceleratorskog prstena snopovi čestica sudaraju se na 4 mesta, na kojima je postavljeno 6 detektora: ALICE, ATLAS, CMS, LHCb, LHCf i TOTEM. I ostali akceleratori imaju komore za eksperimente u kojima se snopovi čestica sudaraju na nižim energijama.
Najvažniji projekt CERN-a je LHC (Veliki hadronski sudarač, engl. Large Hadron Collider) koji je počeo s radom u avgustu 2008. Sastoji se od podzemnog prstena opsega 26 659 metara smeštenog na dubini između 75 i 150 metara i akceleratorskih struktura koje ubrzavaju čestice tokom njihovog kruženja kroz cev. Za usmeravanje snopa čestica kroz cevi akceleratora koriste se hiljade magneta različitih svojstava i veličine. Snopovi čestica vode se kroz cevi akceleratorskog prstena pomoću jakog magnetnog polja, koje se postiže upotrebom superprovodnih elektromagneta. Superprovodni magneti sastavljeni su od posebnih provodnika ohlađenih pomoću tečnog helijuma na -271 °C, da bi se postiglo stanje superprovodnosti. U tom stanju električna struja teče kroz provodnike bez otpora i gubitaka energije što omogućava stvaranje izuzetno jakih magnetskih polja. Duž prstena akceleratora, na mestima gde se snopovi sudaraju, smešteni su detektori čestica koji prikupljaju podatke o česticama nastalim u sudarima i uslovima koji su tada vladali. Nakon više od deset godina izgradnje i utrošenih više milijardi evra, Veliki hadronski sudarač pušten je u pogon 10. septembra 2008.

## Članice CERN-a i osnivači
Osnivači CERN-a:
- Belgija
- Danska
- Nemačka (Ondašnja Zapadna Nemačka)
- Francuska
- Grčka
- Italija
- Norveška
- Švedska
- Švajcarska
- Holandija
- Ujedinjeno Kraljevstvo
- Jugoslavija

Nove članice i zemlje koje su napustile CERN:
- Austrija, priključila se 1959.
- Jugoslavija, napustila 1961.
- Španija, priključila se 1961, napustila 1969, opet se priključila 1983.
- Portugal, priključila se 1985.
- Finska, priključila se 1991.
- Poljska, priključila se 1991.
- Mađarska, priključila se 1992.
- Češka, priključila se 1993.
- Slovačka, priključila se 1993.
- Bugarska, priključila se 1999.
- Rumunija, priključila se 2016.
- Srbija, priključila se 2018.[9]

Trenutno 23 zemlje imaju status punopravnog člana u CERNu.

Još osam nacija i međunarodnih organizacija ima status posmatrača:
- Evropska komisija
- Indija
- Izrael
- Japan
- Rusija
- Turska
- UNESCO
- Sjedinjene Američke Države

## Spoljašnje veze
- Zvanični sajt
- Elementarne čestice - emisija iz 1988. (RTS Trezor - Zvanični kanal)
- CERN i Jugoslavija 1. deo (RTS Trezor - Zvanični kanal)
- Povodom članstva Srbije u CERNU-u 2. deo (RTS Trezor - Zvanični kanal)
- Povodom članstva Srbije u CERN-u 3. deo (RTS Trezor - Zvanični kanal)